# 伊達輝宗
伊達 輝宗（だて てるむね）は、戦国時代の武将・戦国大名。官位は従四位下・左京大夫。伊達氏16代当主。伊達政宗の父。

## 生涯
天文13年（1544年）9月、伊達晴宗の次男として、伊達郡西山城に生まれる。母は久保姫、御童名は彦太郎、後に総次郎と名付けられた。長兄・親隆は岩城氏との約束どおり、母方の祖父である岩城重隆の養嗣子となることが定められていた為、次男・総次郎が伊達氏の世子となった。
天文17年（1548年）、天文の乱が和睦によって終結した。父・晴宗は本城を置賜郡米沢城に移し、輝宗は母（久保姫）や兄弟共々米沢城に移り住んだ。
天文24年（1555年）3月19日、晴宗が叙爵の日、総次郎は11歳で元服し、室町幕府13代将軍・足利義輝の偏諱を賜り、輝宗と名乗った。
永禄8年（1565年）、晴宗が隠居し、輝宗は家督を譲られ伊達氏第16代当主となる。輝宗はそのまま置賜郡米沢城に居を構えて羽越の境を守り、晴宗は妻の久保姫と共に信夫郡杉目城に移り住む。杉目城隠居は相馬氏や四本松の石橋氏との境を押さえる為でもあった。
また、同年6月19日（7月16日）、天文の乱に敗れ伊具郡丸森城に隠居していた輝宗の祖父伊達稙宗が78才で死去する。
しかしこの時点では、家中の実権を隠居の晴宗と天文の乱に際して家中最大の実力者となった中野宗時・牧野久仲父子に握られていた。そのため、蘆名盛氏と和睦に際しては晴宗の反対を押し切って妹・彦姫を盛氏の嫡男・盛興に永禄9年（1566年）1月に嫁がせているが、その際には秘かに晴宗と輝宗が対立した際には盛氏が輝宗を支持する約束が交わされていたという。
その後、輝宗は出羽国山形城主最上義守の娘（最上義光の妹）・義姫を娶る。永禄10年（1567年）8月3日、米沢城で長男が生まれ、梵天丸と名付けられる。のちの伊達政宗である。
永禄13年（1570年）4月、輝宗は家中の統制を図り、中野宗時に謀反の意志有りとして牧野久仲の居城・小松城を攻め落とし、中野父子を追放する。この際に輝宗に非協力的であったとして、小梁川盛宗・白石宗利・宮内宗忠らが処罰されている。同年、義姫の実家・最上家でも、義守・義光父子の間で抗争が始まると、輝宗は義守に与して義光を攻めたが、義姫が輝宗に対して撤兵を促したため兵を引いた。
家中の実権を掌握した輝宗は、鬼庭良直を評定役に抜擢して重用し、また、中野宗時の家来であった遠藤基信の才覚を見込んで召し抱え、外交を担当させた。この両名を中軸とする輝宗政権は、晴宗の方針を引き継いで蘆名氏との同盟関係を保つ一方で、南奥羽諸侯間の紛争を調停した。また幅広い外交活動を展開し、天正3年（1575年）7月には中央の実力者である織田信長に鷹を贈ったのを始めとして、遠藤基信に命じて北条氏政・柴田勝家と頻繁に書簡・進物をやりとりして友好関係を構築した。
また、天正5年12月5日（1578年1月12日）、信夫郡杉目城に隠居していた父・晴宗が59才で死去している。
天正6年（1578年）、上杉謙信が没し御館の乱が勃発すると、輝宗は対相馬戦を叔父・亘理元宗に一任し、北条との同盟に基づいて蘆名盛氏と共に上杉景虎方として参戦したが、乱は上杉景勝方の勝利に終わり、蘆名・伊達軍は新発田長敦・重家兄弟の奮闘に阻まれて得るところが無かった。しかし、御館の乱における論功行賞において新発田勢の軍功が蔑ろにされ、さらには仲裁を図った安田顕元が自害するに及んで、天正9年（1581年）に重家が景勝に叛旗を翻すと、輝宗は盛氏の後継・蘆名盛隆と共に重家を支援し、柴田勝家とも連携して越後への介入を続けた。このため新発田の乱は7年にもわたる長期戦となった。
一方、対相馬戦においては、相馬盛胤・義胤父子の戦上手さに苦しみ、戦局がなかなか好転しなかったが、天正7年（1579年）には田村清顕の娘・愛姫を嫡男・政宗の正室に迎えて相馬方の切り崩しを図り、天正10年（1582年）には小斎城主・佐藤為信の調略に成功すると、天正11年（1583年）5月17日、ついに天文の乱以降最大の懸案事項であった要衝・丸森城の奪還に成功し、翌天正12年（1584年）1月11日には金山城をも攻略した。伊具郡全域の回復が成ったことで輝宗は停戦を決め、同年5月に祖父・稙宗隠居領のうち伊具郡を伊達領、宇多郡を相馬領とすることで和平が成立した。ここに至って伊達家は稙宗の頃の勢力圏11郡余をほぼ回復し、南奥羽全域に多大な影響力を行使する立場となった。このことは、天正11年（1583年）4月の賤ヶ岳の戦いで盟友・柴田勝家が羽柴秀吉に敗れて滅亡したことを受け、同年6月5日付の甥・岩城常隆に宛てた書状の中で、秀吉の勢力が東国に及ぶような事態に至れば奥羽の諸大名を糾合してこれに対抗する意思を示している ことからも窺える。ただし、南奥のうち蘆名領南方および岩瀬郡・田村郡・楢葉郡より南の地域には秀吉と誼を通じる常陸国の佐竹義重が勢力を伸長して、天正9年（1581年）の御代田合戦で田村清顕に勝利し「奥州一統」と称する地域統合を実現させており、実際には佐竹翼下の諸大名については対秀吉戦に動員することは難しかったと考えられる。
天正12年（1584年）10月6日、蘆名盛隆が男色関係のもつれから家臣に殺害されると、生後僅か1ヶ月で当主となった盛隆の子・亀王丸の後見となる。輝宗はこれを機に政宗に伊達家の家督を譲ることを決め、修築した舘山城に移った。以後、自らは越後介入に専念するつもりであったという。ところが、家督を継いだ政宗は上杉景勝と講和して伊達・蘆名・最上による共同での越後介入策を放棄したため、蘆名家中において伊達家に対する不信感を増大させるに至った。なお、小林清治は天正17年（1589年）9月3日に小国領主・上郡山仲為より浅野長吉に宛てた書状（「上郡山仲為覚書写」）から政宗が会津討滅に踏み切った理由を説明した部分を引いて、輝宗は生まれたばかりの亀王丸ではなく、盛隆の養父である蘆名盛氏の生前に養子縁組の約束を交わしたと主張して自らの次男である小次郎を蘆名家の当主に立てようとしたが、佐竹義重の反対にあって失敗に終わったために、伊達・蘆名両家家中の不信感を発生させて隠居に追い込まれたと唱えている。これに対して垣内和孝は、盛隆横死後の蘆名家中の混乱を目の当たりにした輝宗が、義弟の義重と協議して自身が健在なうちに歩調を合わせて共に家督を後継者に譲ることで、当主の突然死に伴う両家の家中の混乱を未然に防止することが目的であったとし、輝宗が健在の時点ではまだ、義重は南奥羽に大きな影響力を有する伊達氏との敵対を望んでおらず、両者は協調関係にあったと捉えるのが自然であると述べている。
翌天正13年（1585年）春に、政宗は岳父・田村清顕の求めに応じて伊達・蘆名方に服属して田村氏から独立していた小浜城主・大内定綱に対して田村氏の傘下に戻れと命令した。田村氏は前年に大内氏との争いに際して輝宗より示された調停案を不服として従わず、大内氏に加勢した石川昭光・岩城常隆・伊達成実らの攻撃を受けており、輝宗の裁許に従ったまでであるとして定綱がこの命令を拒否すると、政宗は同年4月に大内氏に対する討伐命令を下した。定綱は蘆名盛隆未亡人（輝宗妹・彦姫。亀王丸の母）にとりなしを求めたものの、政宗は5月に突如として蘆名領に侵攻し（関柴合戦）、これに失敗すると定綱とその姻戚である二本松城主・畠山義継へ攻撃を加えた。こうした政宗の急激な戦略方針の転換により、輝宗によって築かれた南奥羽の外交秩序は破綻の危機を迎えることになった。
同年10月、義継は政宗に降伏を申し入れ、輝宗と伊達実元の斡旋により、五ヶ村を除く領地召し上げの厳しい条件で和睦した。同月8日（1585年11月29日）に義継は調停に謝意を表すべく宮森城に滞在していた輝宗を訪れたが、面会が終わり出立する義継を玄関において見送ろうとした輝宗は、義継とその家臣に刀を突きつけられ捕えられた。伊達成実の著作とされる『成実記』および伊達家の公式記録である『伊達治家記録』によると、同席していた成実と留守政景が兵を引き連れて遠巻きに追ったが、二本松領との境目にあたる阿武隈川河畔の高田原に至ったところで、輝宗が自分を撃てと叫ぶと、それが合図となって伊達勢は一斉射撃を行ったという。この銃撃で輝宗と義継を始めとする二本松勢は全員が死亡し、鷹狩中であった政宗が一報を受け現場に到着したのは既に全てが終わってからであったとしている。享年42。
一方『会津旧事雑考』は、現場に駆けつけた政宗が覚悟を決めたことを察した義継により、輝宗が刺殺されたとし、『奥羽永慶軍記』は政宗自身によって義継と輝宗は撃ち殺されたとする。また高柳光寿は20世紀半ば頃に、事件は輝宗を疎んじた政宗の謀略であったとの説を唱えた 。輝宗の亡骸は寿徳寺（福島県福島市。現・慈徳寺）で荼毘に付され、資福寺（山形県高畠町）に埋葬された。この時、遠藤基信・内馬場右衛門・須田伯耆の三人が輝宗に殉死した。
輝宗の死は、伊達家と近隣勢力との関係を一挙に悪化させた。殊に佐竹義重による本格的な奥州介入を招き、石川昭光を始めとする同盟勢力の離反、同年11月の人取橋の戦いでの苦戦、天正15年（1587年）3月の亀王丸没後の蘆名家継承問題における敗北などの様々な軍事的・外交的不利をもたらし、天正16年（1588年）の郡山合戦に勝利するまで、政宗は窮地の連続に追い込まれることとなった。

## 人物・逸話
- 政宗が晩年に家臣・木村可親に対して懐旧談を語った際に、父・輝宗の名を「てり宗公」と訛って発音していたことが、木村の書き遺した覚書（『木村宇右衛門覚書』）から判明している[11]。
- 嫡男・政宗の教育にはとても熱心であり、元亀3年（1572年）に甲斐国から快川紹喜の弟子である臨済宗の虎哉宗乙禅師を招いたのを始め、多くの高名な儒学者・僧を伊達家の居城である米沢城に招き（政宗も川村重吉などを他国から招いている）、さらに片倉景綱・屋代景頼・湯目景康ら多くの有望な若手家臣を家中から選んで、早くから政宗に仕えさせた。
- 天正2年（1574年）の間を直筆で記した日記が残されている（天正弐年御日日記/通称：伊達輝宗日記 仙台市博物館蔵）。日日記（ひにっき）とはその日の天気を主題に出来事を添えたもので、輝宗は変わり行く天気模様を書いた後になおも補筆や訂正まで加えており、筆まめな一面が見受けられる。
- この日日記において出来事の記載は簡素であるが、奥羽一円の政治軍略はもとより、織田信長との外交や佐竹義重との合戦、家臣・一門衆・先君晴宗との交わり、催し事等々、伊達家当主の暮らし向きが多面的に窺い知れる貴重な資料となっている。
  - 一例：年頭の挨拶と返答が2月末にも行われていること、使者や書状の来着、合戦で自軍が討ち取った数、着到した首級、遠藤基信の邸宅にて茶湯、談合、申待ち、能を行ったこと、神社の鳥居や城の石を曳く作事をしたこと、弓矢の訓練、軍馬の試乗から品定めと購入まで数日掛けていること等。
  - 公事に比べ私事の記載は極めて少ない。梵天丸と竺丸への言及は一度もなく、妻・義姫の居所（対の屋）との交流も5回のみである。
  - 文中での自称は某（それがし）、父への尊称は杉妻（杉目）の上様、人名は略称を多用する傾向にある（例：遠内/遠藤内匠助基信、佐衆/佐竹の衆等）。
  - 同年8月21日の八ツ時（14時 - 16時頃）、天正最上の乱において楢下在陣中、野駆けへ出て何者かの狙撃を受けた。同行のうち一人が被弾（名、生死ともに不詳）、西大枝某（大條氏）の中間がパニックを起こした馬に踏み殺されている[12]。
- 能を好んでいた。上記の1年だけでも二日がかりの勧進能を2回、明神前で1回、遠藤邸で複数回の観劇が記録されている[12]他、お抱え能楽師・堀池忠清による謡本の存在から自身も稽古に勤しんでいたとみられる[13]。
- 天正12年（1584年）末には、家督後初の正月を控える政宗へ直筆の指南文書を差し遣わしている。[14]
- 1月中の儀礼一切を日ごとに書き記しており、これもまた輝宗の筆まめさがうかがえる一級品の資料である。
  - 1日は年賀の挨拶へ来る者、着座に相当する者、仏僧等皆々召し出し式三献を振る舞う。
  - 2日は買い初め[15]、書始め。3日は野駆け。4日は風呂に入り髪は洗わない。6日には龍寶寺[16]へ初詣。
  - 以下寺社の出仕と献上品への返礼、連歌初め、乱舞衆狂言衆へ酒の振る舞い、馬出し、大手門と搦手門への用心等々を経て、21日には護摩行、28日にて結願となる。[14]
- 落命の凶事が起こった二本松市には輝宗公下馬と立札された萬人子守地蔵尊が現存する。社の縁起によれば村の子供が地蔵を持ち出して河原に忘れたことで亘理郡荒浜まで流れ着き、彼の地で疫病が流行った際に祈祷師が地蔵の由縁に気付いて帰還を為さしめたという。また一説によると政宗の小浜在城中、輝宗が我が子の身体堅固・武運長久を朝夕祈願したという。
- 伊達家の古くからの因習であった婚姻外交の影響で奥羽に常に争いが絶えなかったことに疲れたのかは不明だが、後世には一般に側室を設けなかったことで知られる。

## 系譜
- 父：伊達晴宗（1519-1578）
- 母：久保姫（1521-1594） - 栽松院、杉目御前、笑窪御前、岩城重隆の長女
- 正室：義姫（1548/47-1623） - 保春院、最上義守の娘
  - 嫡男：伊達政宗（1567-1636）
  - 次男：伊達政道（1568-1590）
  - 女子：千子姫
  - 女子
- 妾：不詳
  - 男子：秀雄（大悲願寺15世住職、江戸中野宝仙寺14世法印）
- 養子
  - 女子：彦姫（1552?-1588） - 伊達晴宗の四女、蘆名盛興正室、のち蘆名盛隆正室

## 登場する作品
- 『獨眼龍政宗』（演：香川良介）1942年、大映京都、監督：稲垣浩。
- 『独眼竜政宗』（演：月形龍之介）1959年、東映京都、監督：河野寿一。
- 『独眼竜政宗』（演：北大路欣也）1987年のNHK大河ドラマ。
- 『政宗ダテニクル』（声：土田玲央）2016年のアニメ作品および2021年の劇場アニメ作品。福島県伊達市のご当地アニメとしてガイナが制作。